# Corybas longipedunculatus
Corybas longipedunculatus är en orkidéart som beskrevs av Pieter van Royen. Corybas longipedunculatus ingår i släktet Corybas, och familjen orkidéer. Inga underarter finns listade i Catalogue of Life.